# تارا دونوفان
تارا دونوفان (بالإنجليزية: Tara Donovan)‏ هي فنانة أمريكية، ولدت في 1969 في نيويورك في الولايات المتحدة.